# 奧古斯特王子 (符騰堡)
符騰堡的奧古斯特（德語：August von Württemberg，1813年1月24日—1885年1月12日），普魯士王國的一位陸軍元帥，來自符騰堡王朝。

## 家庭
1868年，奧古斯特與瑪麗·貝絲格（Marie Bethge）結婚，兩人有一個女兒：海倫（Helene）。